# Järla IF FK
Järla IF FK är en fotbollsförening i Nacka, ursprungligen fotbollssektionen inom idrottsföreningen Järla IF, bildad 1914 i Saltsjö-Järla. 1993 ombildades föreningen till en alliansförening, och fotbollsföreningen är sedan dess en egen idrottsförening med namnet Järla IF FK. Klubbens hemmaplan är Nacka IP. Föreningens herrlag spelade säsongen 2023 i Division 4 Södra.
Damlaget befann sig i division 5.

## Historia
Järla IF bildades fredagen den 10 juli 1914. Klubbens första ordförande var Anders Bohman 1914-16.  Klubbens verksamhet bestod av fotboll, friidrott, skidsport, boxning och bandy. Den 12 januari 1923 tilläts även flickor att bli medlemmar i föreningen, vilket främst märktes inom skidsporten. Det dröjde ytterligare femtio år innan Järla fick sitt första damlag i fotboll. På 1950-talet fick Järla en egen hemmaplan. Där simhallen och sporthallen står idag var det ett träsk ner till Ryssviken. Spelarna hjälpte själva till och röjde för planen. A-laget avancerade upp i division 4, och klubben växte även på bredden med juniorlag och flera pojklag.
Det första damlaget bildades på 1970-talet, men lades ner efter en säsong.[källa behövs]
1977 avancerade herrlaget upp i division 3. Järla fick sin största idrottsliga framgång 1981 när A-laget efter att ha vunnit division 3 i kvalet upp till division 2 spelade 0–0 hemma mot Gais. Kraftigt nederlagstippade spelade Järla sedan 1–1 mot samma lag på bortaplan och gick vidare till andra omgången, där man emellertid blev krossade av Brommapojkarna, resultat 0–6. Året därpå vann Järla återigen serien men lyckades inte heller denna gång kvala vidare.
1993 ombildades Järla IF till en alliansförening, och sedan dess har varje sektion haft en egen idrottsförening och Järla IF FK blev en ren fotbollsförening.

### Nacka FF
Nacka FF bildades[när?] av Järla, Boo FF och Saltsjöbadens IF för att ge lovande spelare en chans att stanna kvar i kommunen, för ungdomarna från 14 år som ville satsa på elit. Både herr- och damlaget tog sig upp i division 1, och Nacka FF spelade i både pojkallsvenskan och juniorallsvenskan, men ekonomin blev snabbt ansträngd. Nacka FF gick i konkurs 2001.[källa behövs]
Järlas herrlag återskapades, gick ihop med klubben Fotfolket och övertog deras plats i division 7. Järlas damer startade på nytt i division 5. Järla bildade sina första flicklag år 2000, och från och med det året växte Järlas flickverksamhet kraftigt. 2004 hade föreningen ett stort 90-årsjubileum. 2008 hade Järla 55 lag anmälda i St Erikscupen, 3 seniorlag, farmaravtal på damsidan med Nacka DFK, cirka 700 medlemmar med ett hundratal ideella ledare.

## Färger
Järla IF FK:s representationslag spelade 2023 i helvita tröjor, svarta byxor och vita strumpor. Bortastället var svarta tröjor, svarta byxor och svarta strumpor.